# Gaetano Ognibene
Gaetano Ognibene (Palermo, 1761 – 1819) è stato un artista italiano, ritenuto tra i maggiori collagisti siciliani.

## Biografia
Nasce a Palermo a metà 1700. Dall'unione con Concetta Costa nasce il pittore e incisore Francesco Ognibene.
Gaetano è definito dal biografo Agostino Gallo come meccanico per la conoscenza ed esperienza di macchinari attinenti alla fabbricazione di stoffe.
La tecnica di collages che usa Ognibene è rivoluzionaria: unisce materiali per comporre le sue opere come tessuti, metalli e carta ma anche mica, piumaggio, tartaruga e avorio.
I temi dei suoi collages sono molto variegati. Si sofferma su temi religiosi, su ritratti di personaggi illustri, su mobili interni e su scene militari e quotidiane.
Sono caratterizzati dall'uso di colori caldi e gli accenni paesaggistici sono ridotti.
Diverse sue opere sono conservate presso il Museo di Palermo ed il Museo di Napoli, dove riportano anche la sua firma.
Firma la serie dei 'Soldati e dei Costumi del Regno di Napoli' (1778-1780), i quattro ritratti della famiglia Belmonte (1785) e due soggetti sacri (1788).

## Opere
I suoi collages sono numerosi.
Ecco riportati alcuni suoi collage:
Collezione Belmonte (datati 1785 e conservati presso Palazzo Abatellis):
- Libreria Belmonte
- Il Principe Belmonte in giardino
- Il principino di Belmonte a cavallo
- La principessa di Belmonte allo scrittoio

Dove la sua firma è spesso nascosto, ad esempio all'interno di uno spartito musicale o nel camino.
Collezione di trentanove Figurini di fanti e dieci Figurini di cavalieri, datati dal 1778 al 1780, conservati a Napoli nel Museo nazionale di San Martino.
Collezione Costumi del Regno di Napoli (datati 1801):
- Donna di Torre del Greco (1)
- Donna del Borgo di Chiaja
- Donna di Scafati
- Donna di Casal di Principe
- Donna di Torre del Greco (2)
- Uomo e Donna di Castellone
- Donna di Santa Maria di Capua
- Donna di Traetto
- Donna di Scavoli
- Uomo e Donna di Rocca Papirozzo
- Donna dell'isola di Procida
- Villana d'Ischia
- Donna di San Giovanni a Teduccio

Collezione Luigi XVI (conservati presso Gabinetto Disegni e Stampe del Museo Nazionale di S. Martino):
- La separazione di Luigi XVI dalla sua famiglia la notte del 29 settembre 1792
- L'ultimo colloquio di Luigi XVI con la sua famiglia alla vigilia della sua esecuzione, dopo aver trascorso la notte del 20 gennaio 1793 col suo confessore Edgeworth

Collezione privata (datata 1788):
- Sant'Anna con la Vergine bambina
- San Luigi Gonzaga

## Galleria d'immagini

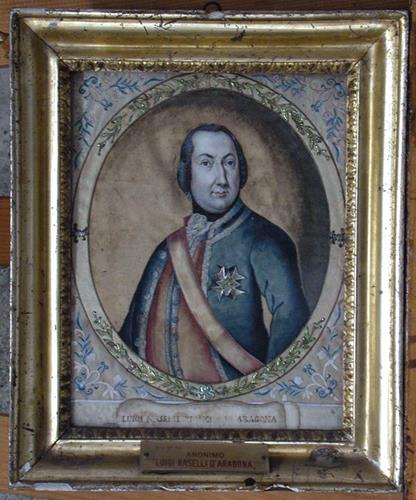
Ritratto del principe Luigi Naselli d’Aragona, collage in seta, galloni, laminette, avorio, fine sec. XVIII - inizi sec. XIX, Palermo, GAM, depositi
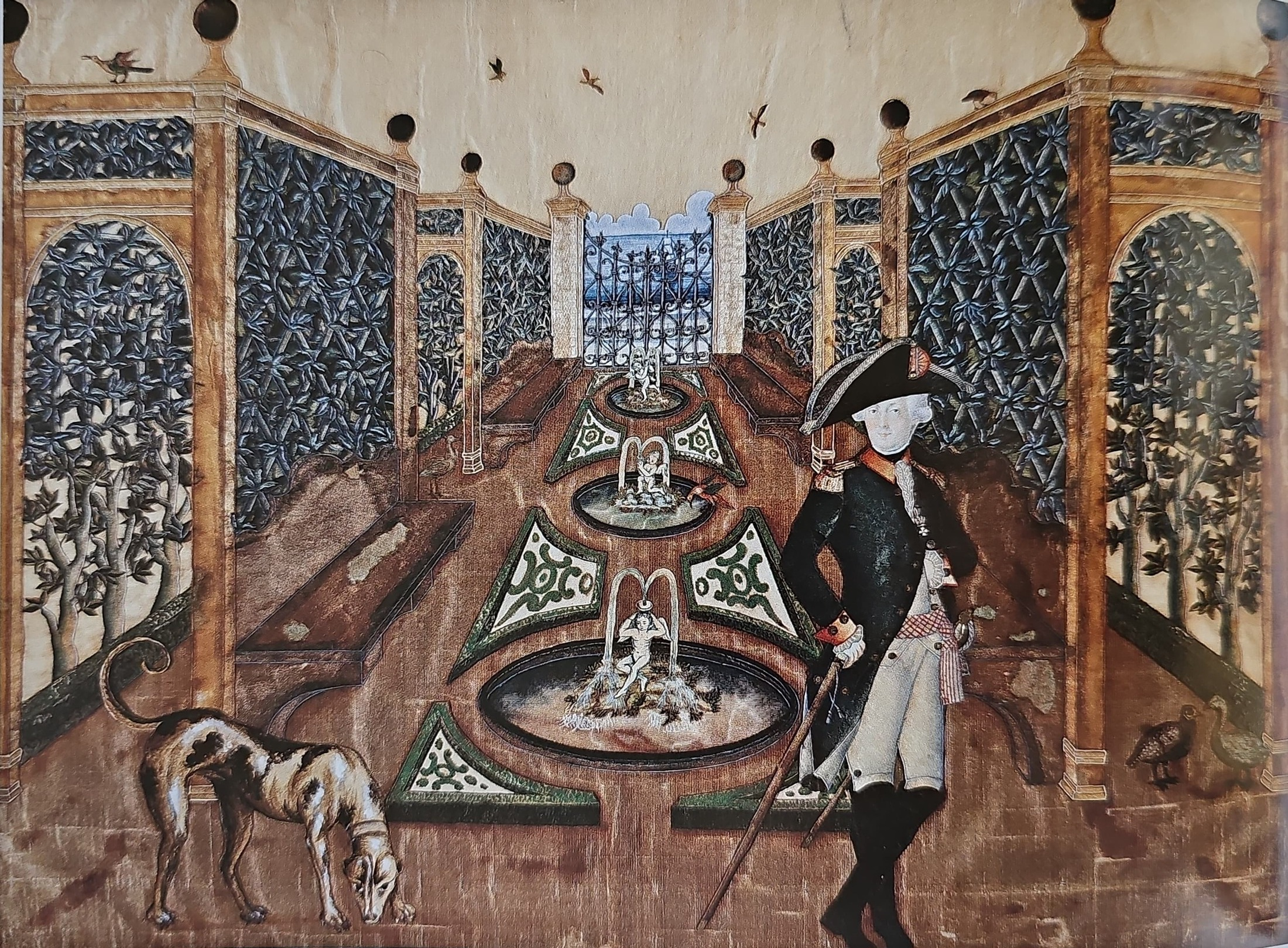
Principe di Belmonte in Giardino 29,2 x 40 cm, 1785
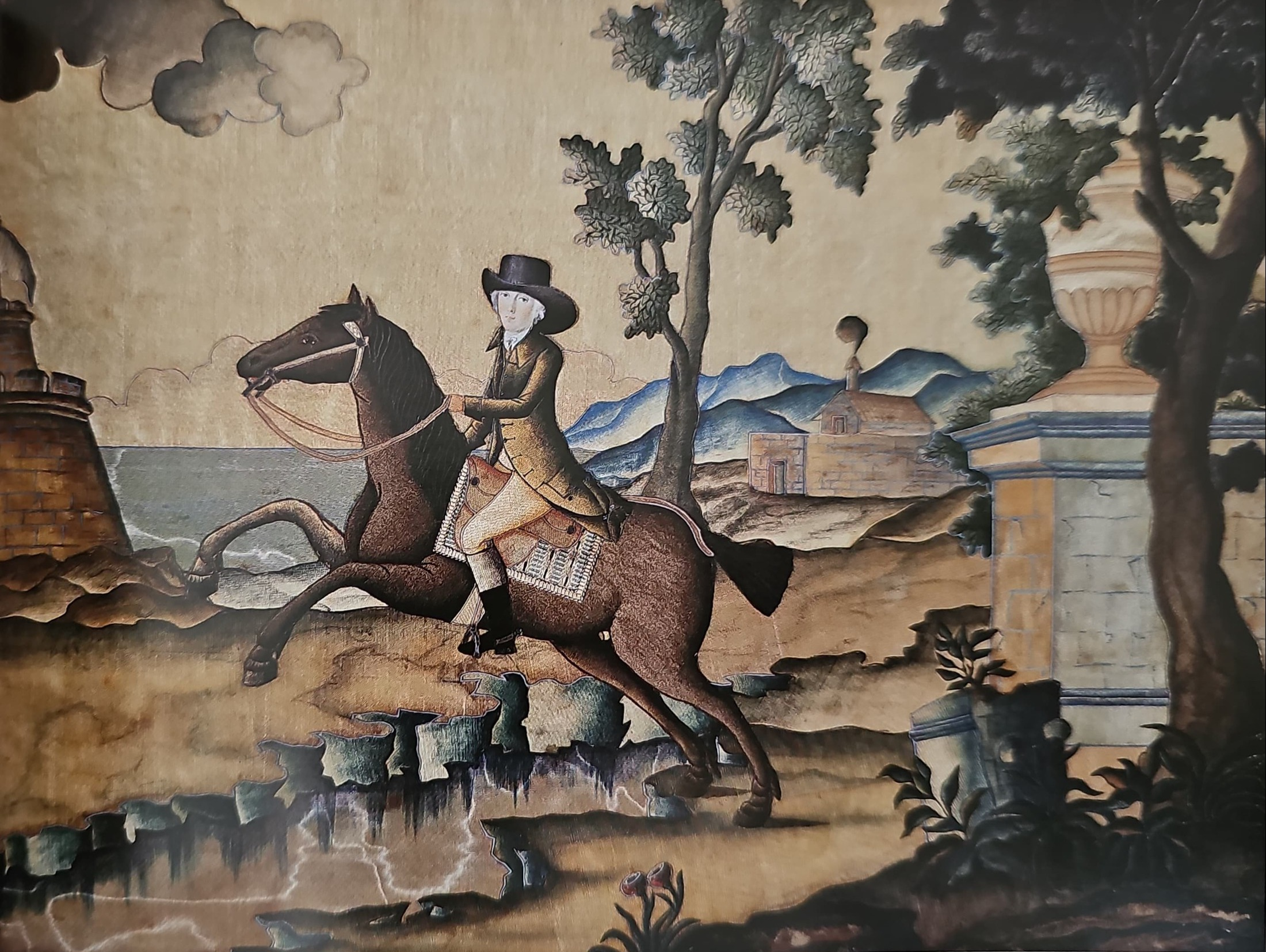
Principino di Belmonte a Cavallo 29,4 x 40 cm, 1785
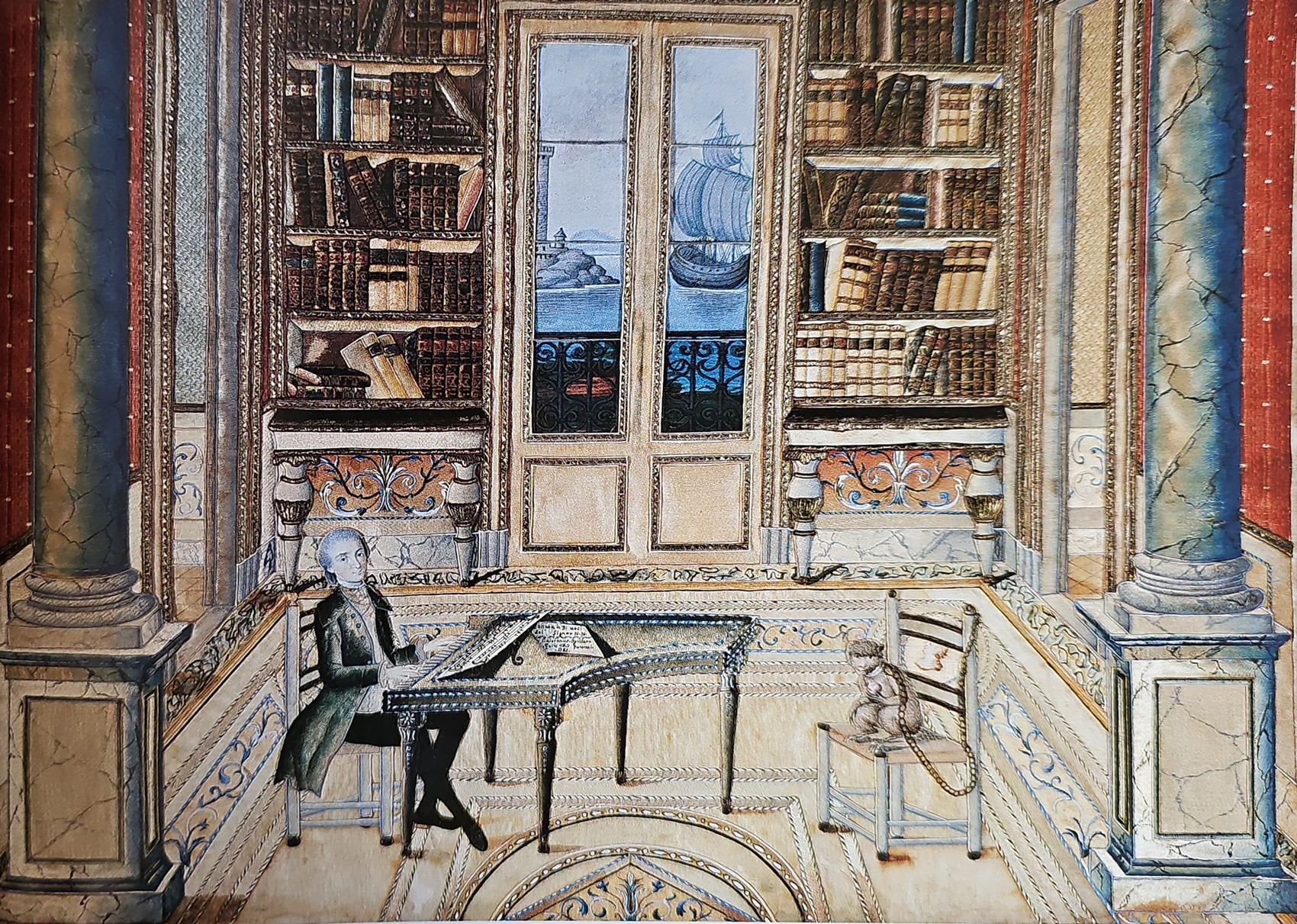
Libreria Belmonte Collage 29,4 x 40 cm, 1785
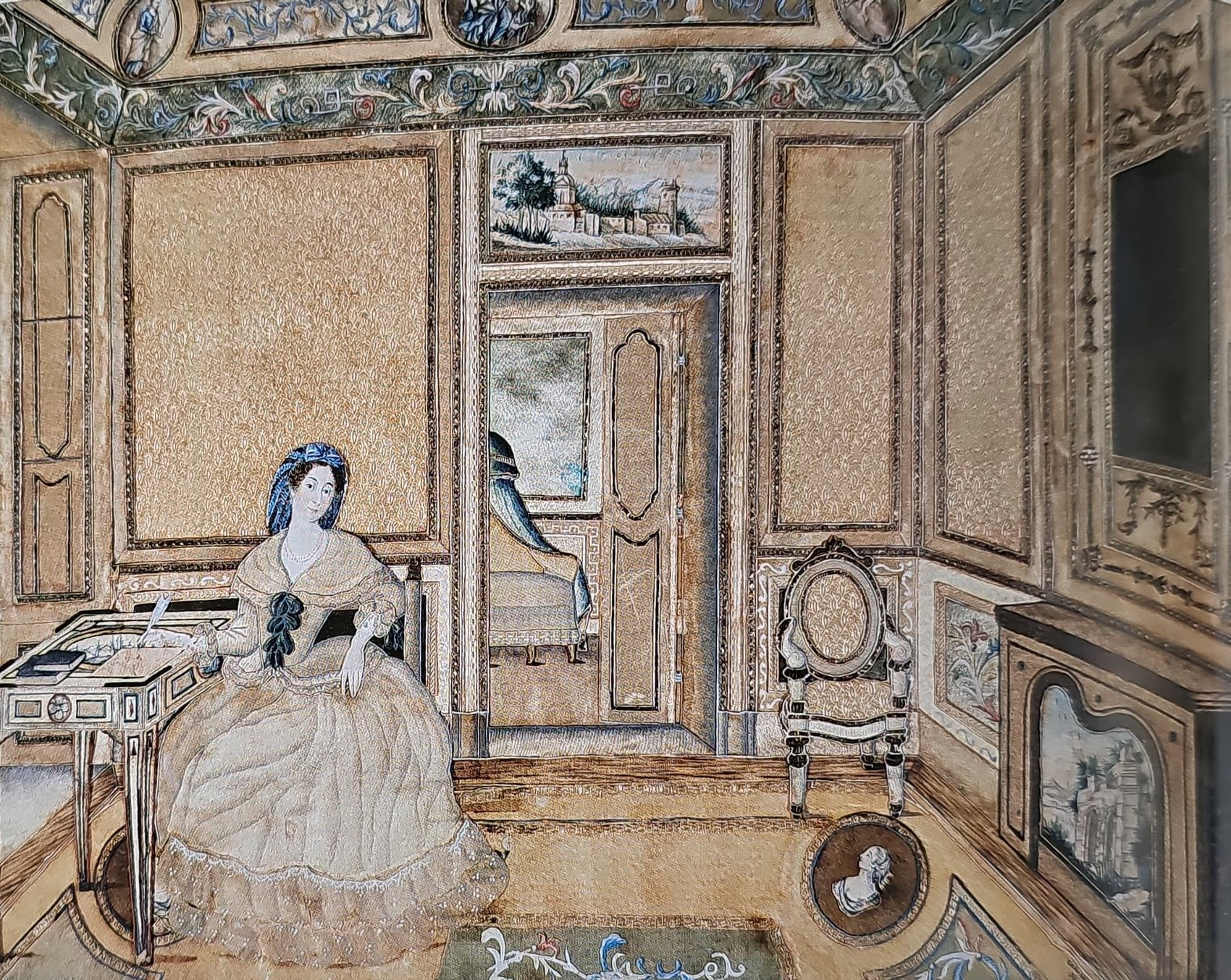
La principessa di Belmonte allo scrittoio 28,6 x 39,4 cm, 1785
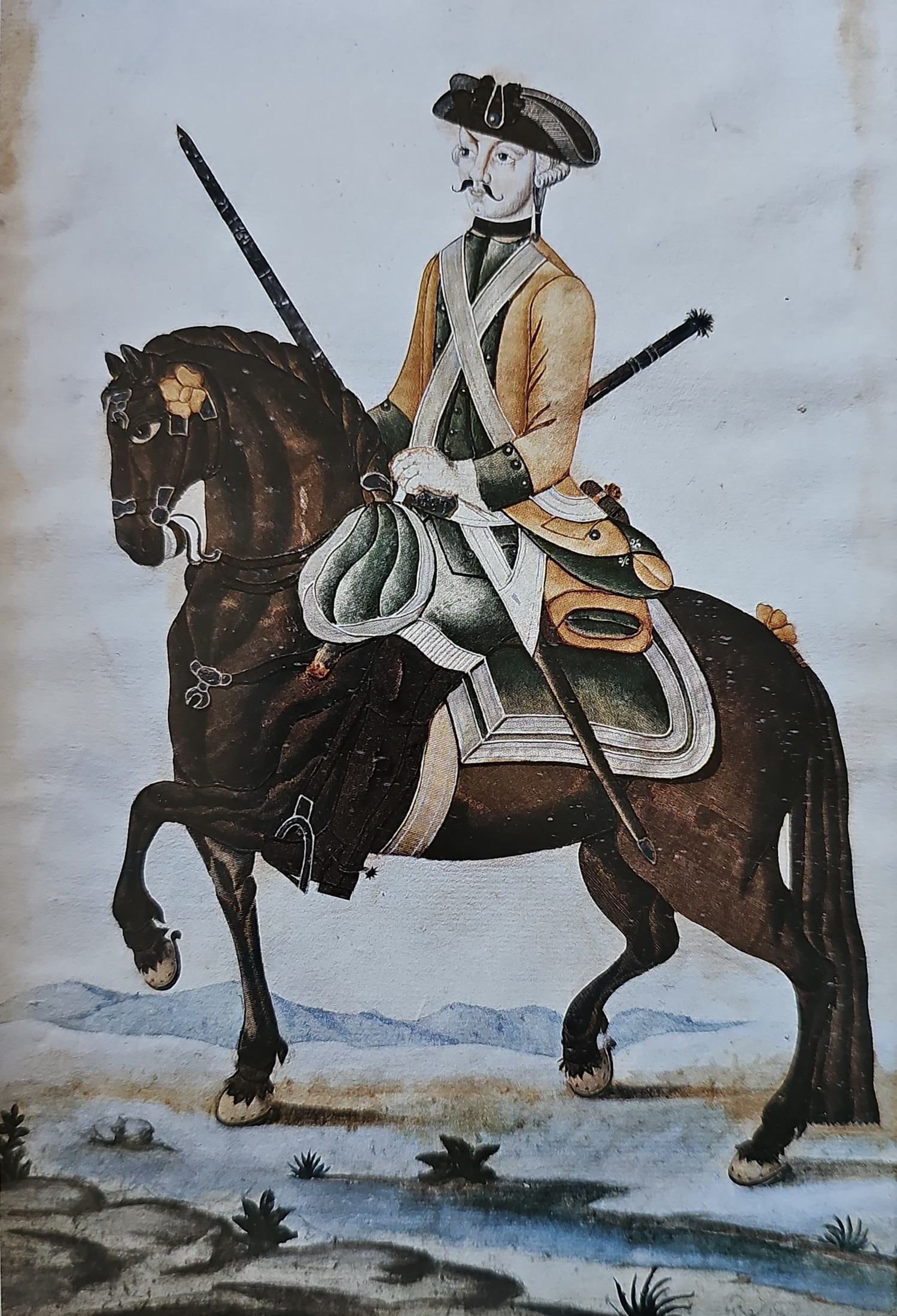
Un cavaliere del Reggimento Tarragona 36,5 x 24 cm, 1779
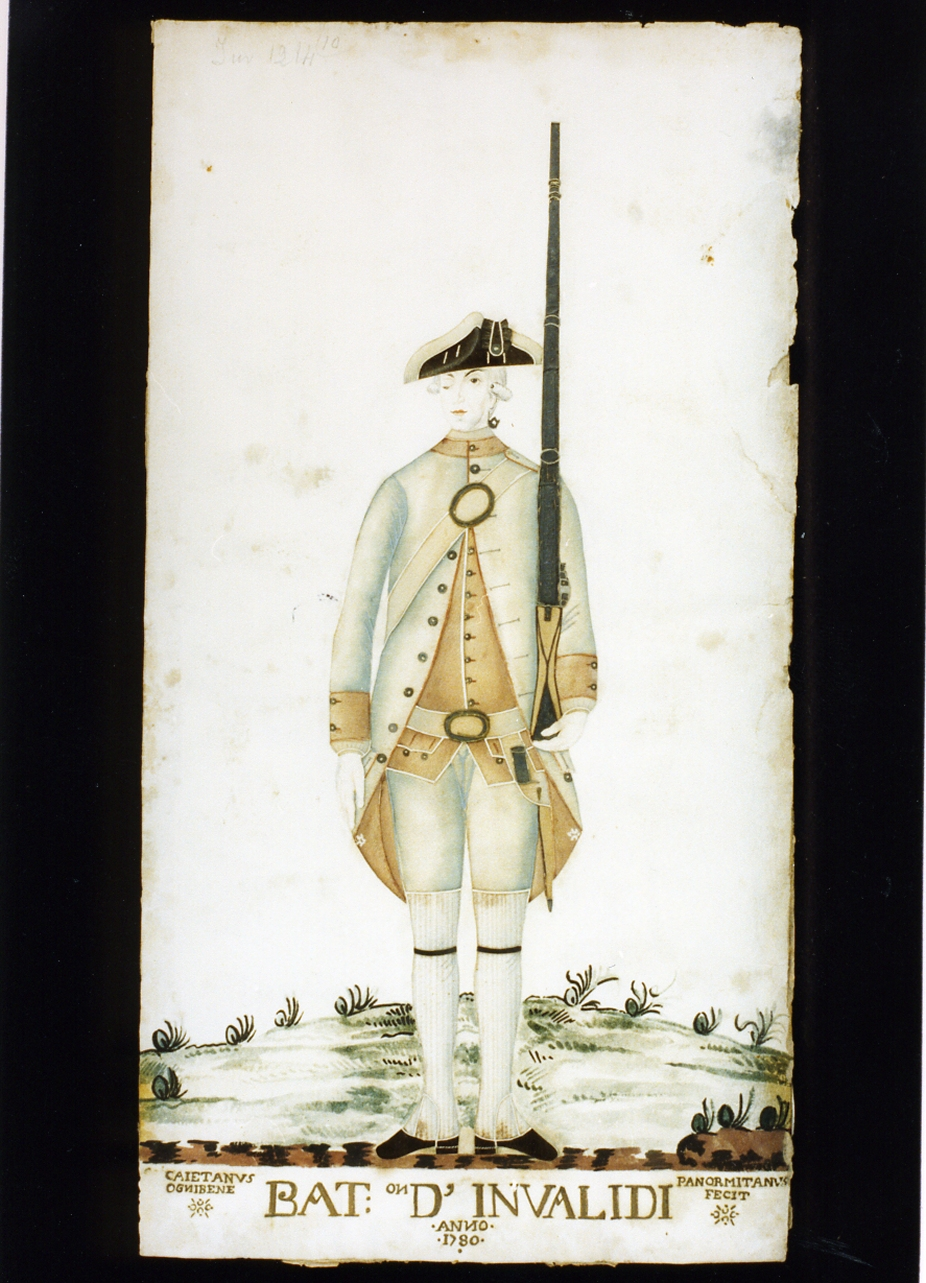
Militare borbonico del Battaglione degli Invalidi, 1780
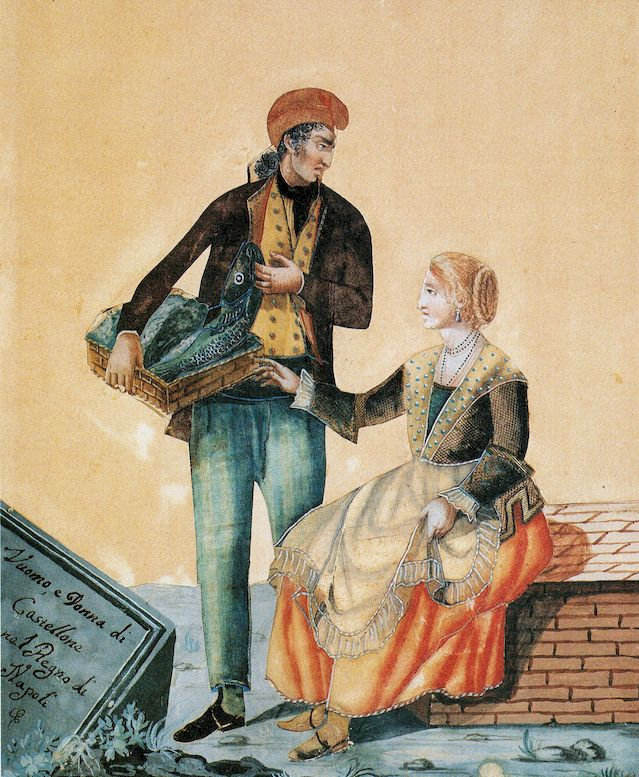
Uomo e Donna di Castellone nel Regno di Napoli, 1800
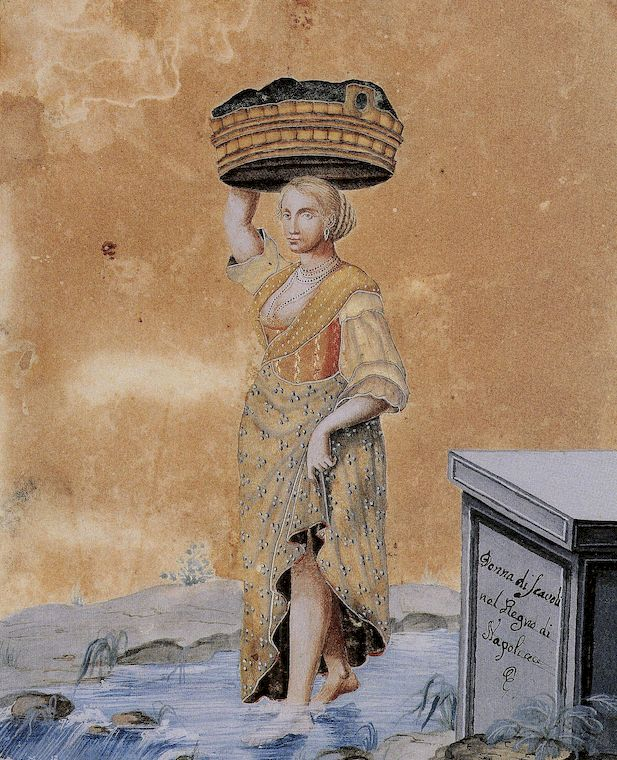
Donna di Scavoli nel Regno di Napoli, 1800
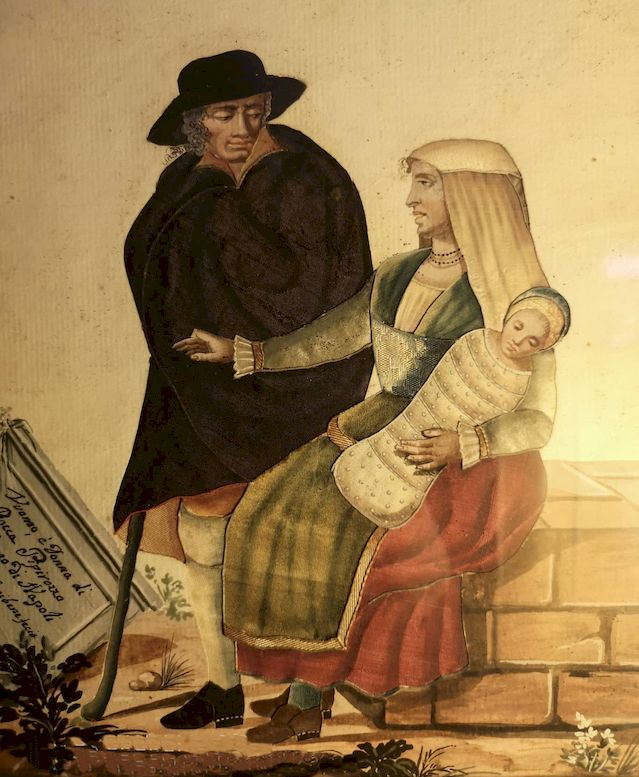
Uomo e Donna di Rocca Papirozzo nel Regno di Napoli, 1801
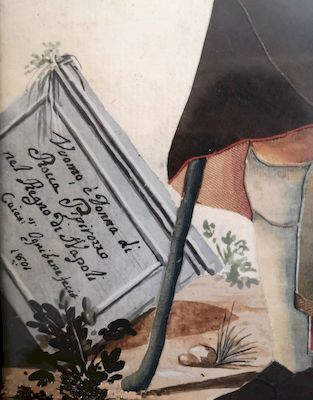
Particolare firma Caietanus Ognibene fecit 1801
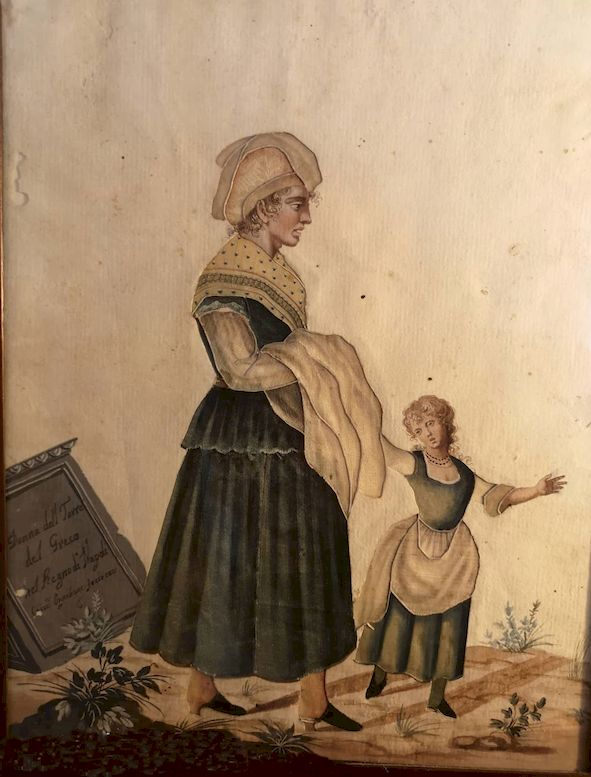
Donna di Torre Del Greco nel Regno di Napoli, 1801
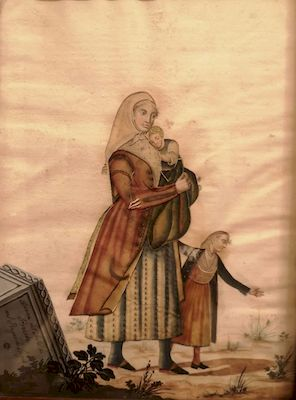
Donna dell’Isola di Procida nel Regno di Napoli, 1801
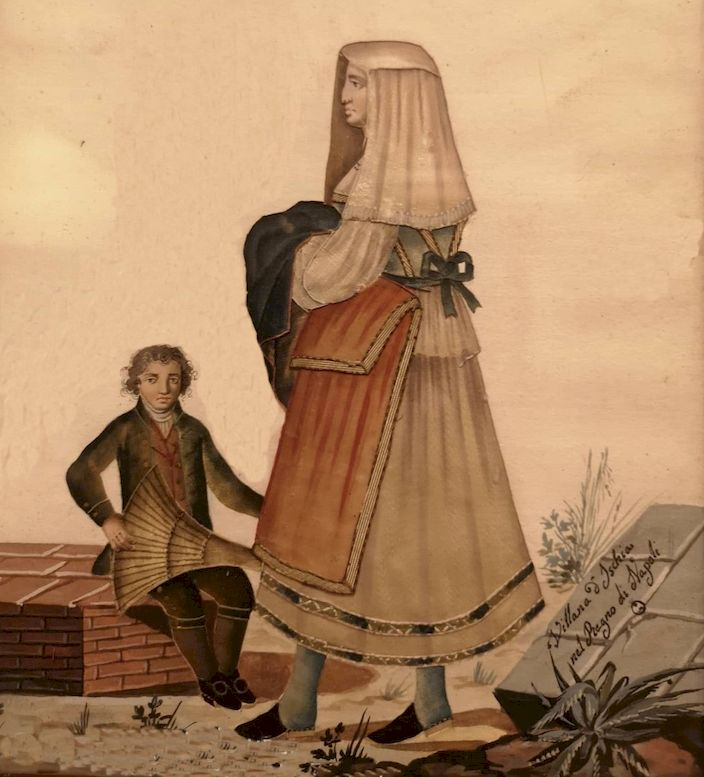
Villana d’Ischia nel Regno di Napoli, 1801
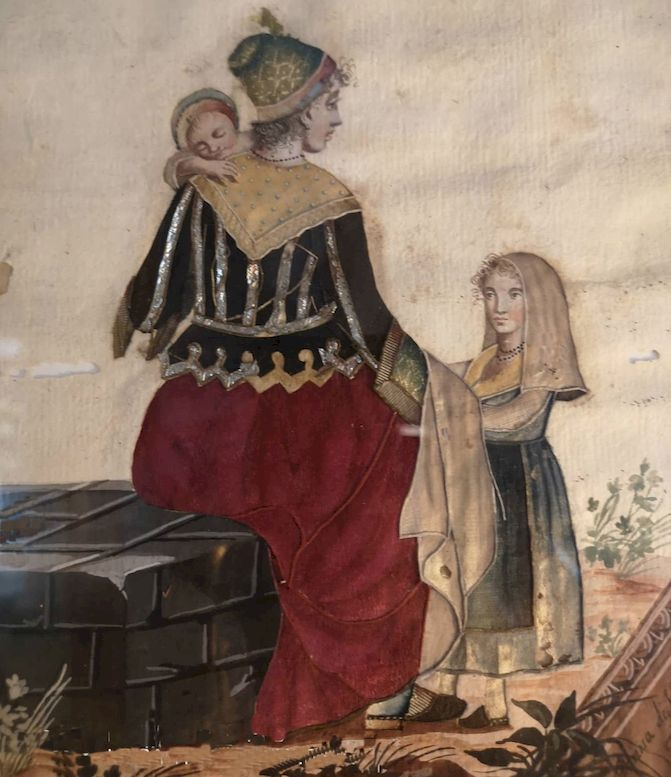
Donna di San Giovanni a Teduccio nel Regno di Napoli, 1801
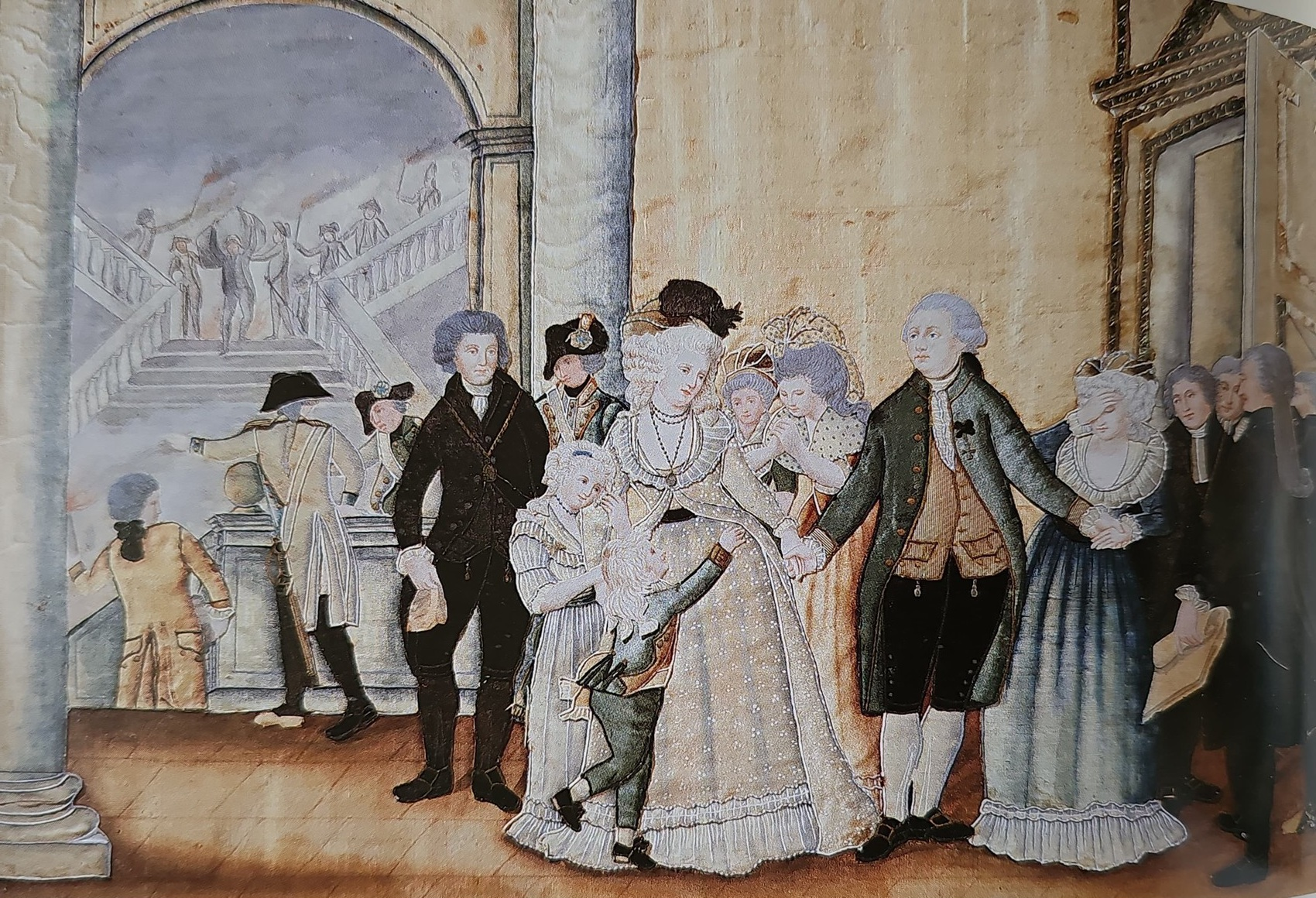
La separazione di Luigi XVI dalla sua famiglia la notte del 29 settembre 1792, 32 x 44,5 cm
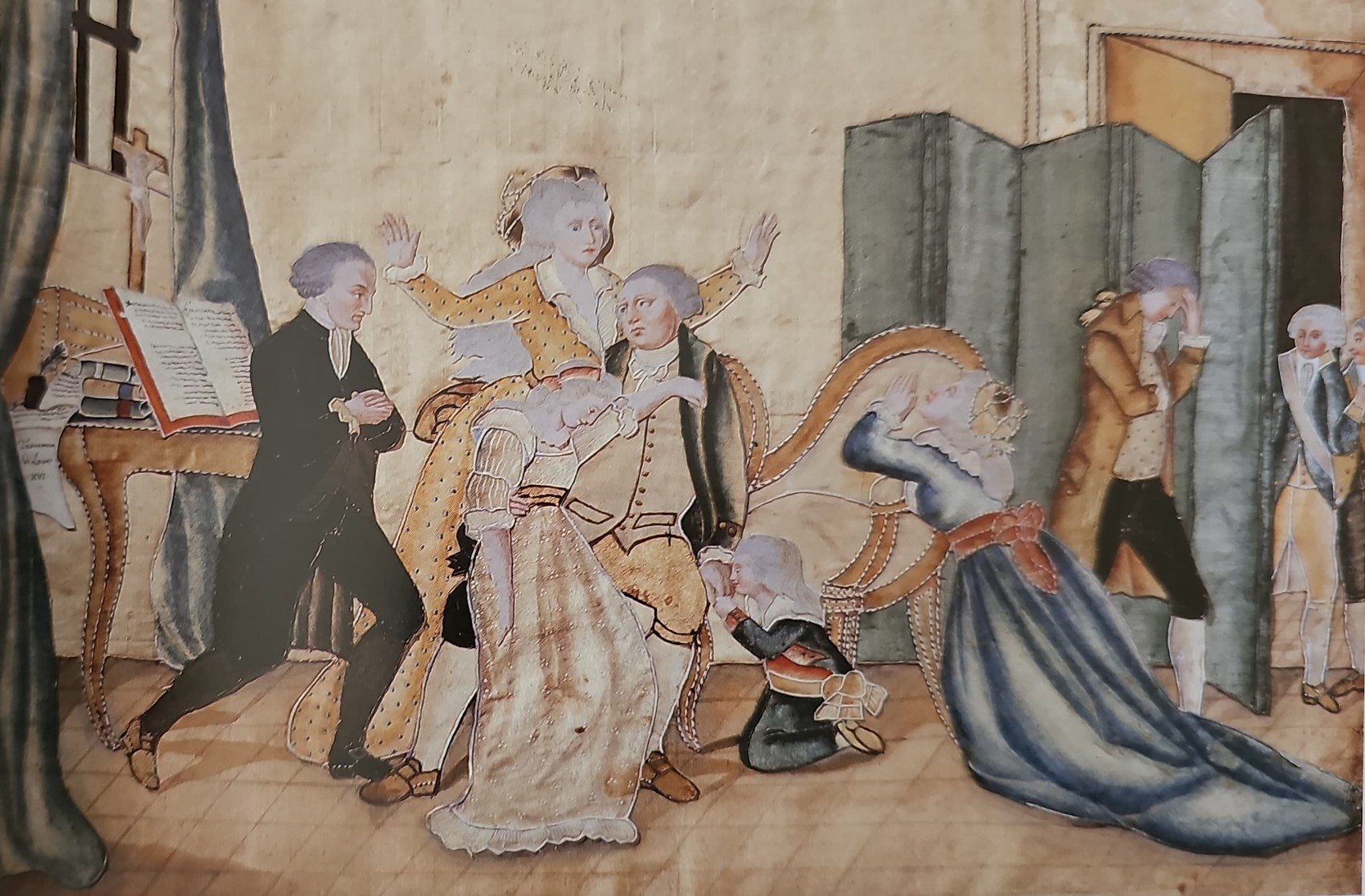
L'ultimo colloquio di Luigi XVI con la sua famiglia alla vigilia della sua esecuzione, 32 x 44,5
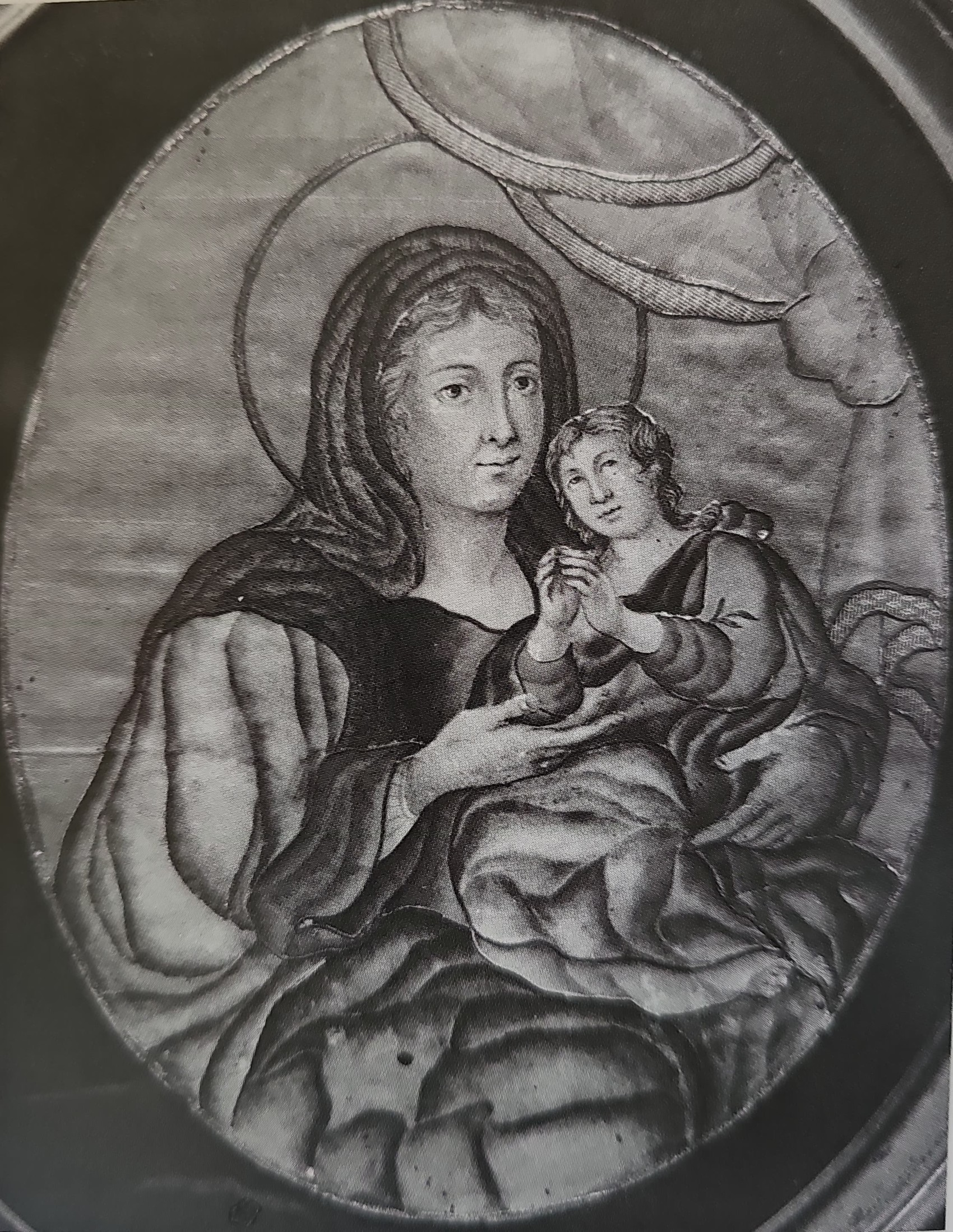
Sant'Anna con la Vergine bambina, 1788
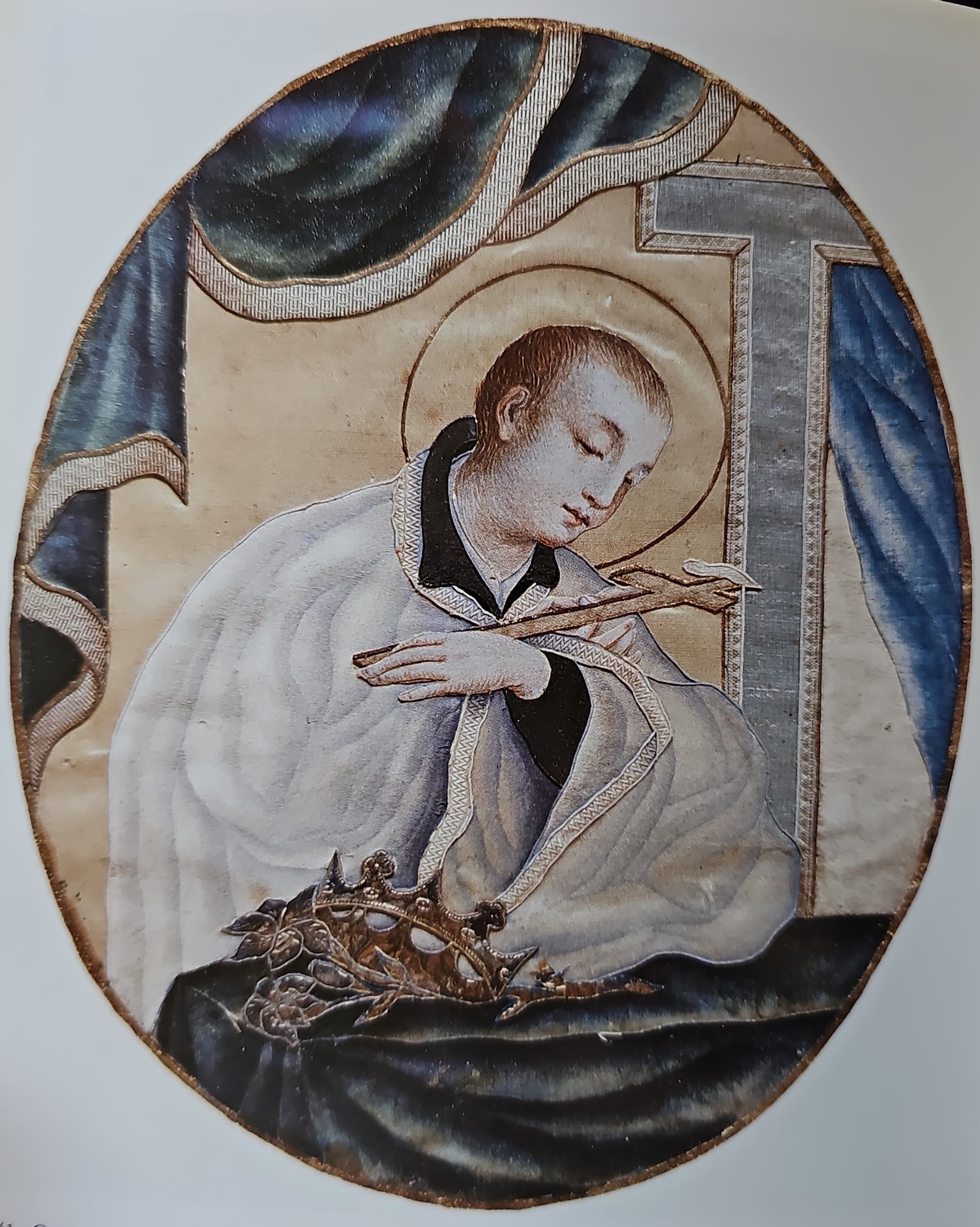
San Luigi Gonzaga 24 x 18,5 cm, 1788
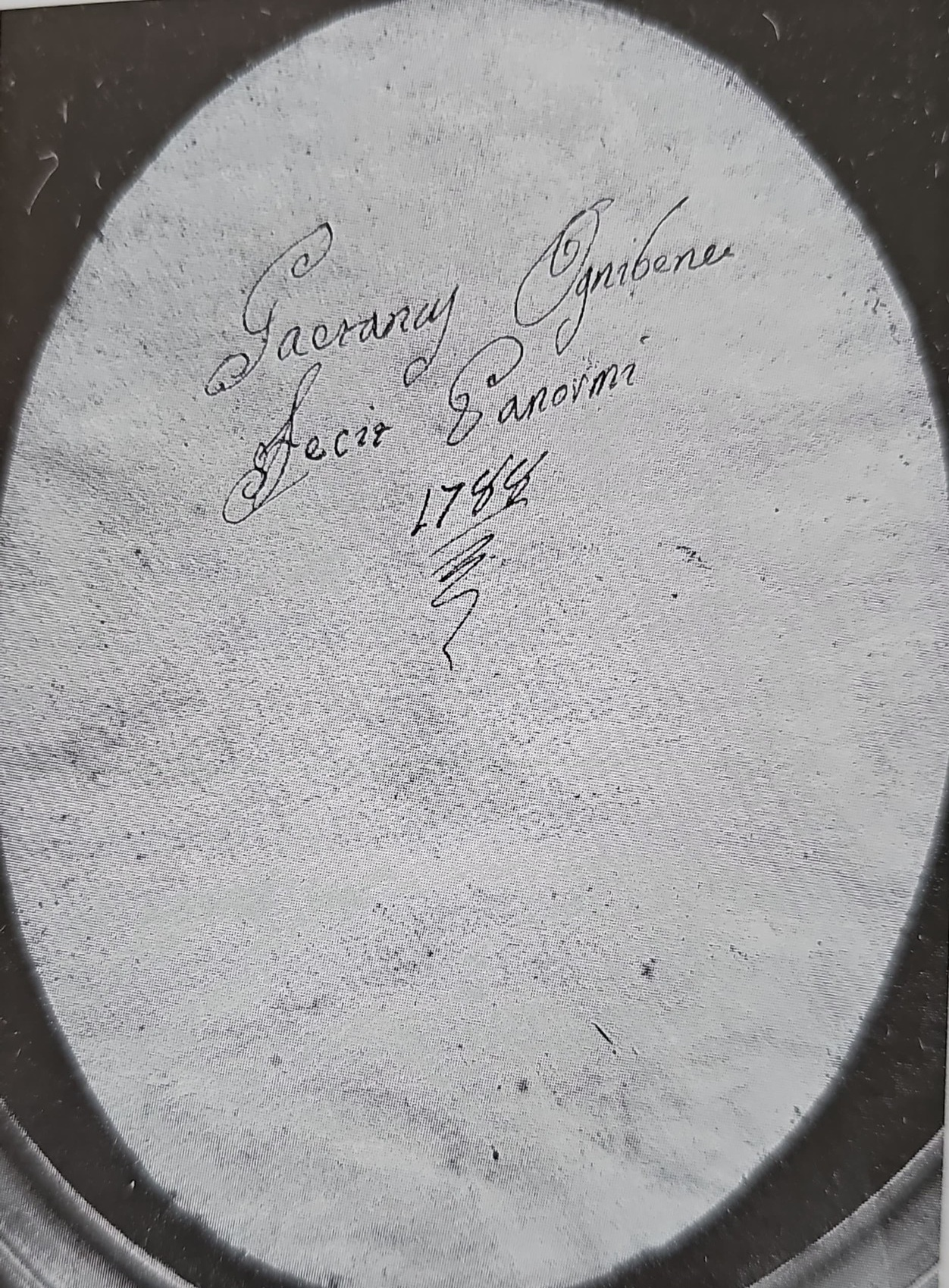
Particolare firma sul retro di San Luigi Gonzaga, 1788